# Arroio Miguelete
O arroio Miguelete é o principal curso de água do departamento de Montevidéu, tanto pela extensão de sua bacia hidrográfica quanto por sua conexão com importantes áreas urbanizadas, desde sua nascente na coxilha Grande até sua foz na baía de Montevidéu. A bacia hidrográfica está inteiramente dentro do território departamental e cobre uma área de 69 km². O arroio atravessa o departamento de norte a sul e tem uma extensão aproximada de 22 quilômetros.

## História
Ao longo da história, o arroio Miguelete foi o fator estruturante de Montevidéu. Durante a fundação da cidade fortificada, as terras recebidas pelas famílias de colonos localizavam-se às suas margens, consequência da proximidade com a cidade murada, da fertilidade do solo e da fácil irrigação. Portanto, as culturas sob a jurisdição da cidade eram cultivadas nessa área. Em agosto de 1727, 37 chácaras com uma frente de 10.400 varas foram concedidos no "Arroyo de los Migueletes" ou "arroyo de los voluntarios". Em 1730, a distribuição de terras foi ampliada e 84 chácaras, 52 na margem direita e 32 na esquerda. De 1773 até sua morte, José Manuel Pérez Castellano desenvolveu uma cultura experimental, registrada em sua obra Observaciones sobre Agricultura.
Ao longo da história, o arroio Miguelete moldou muitas dos passeios de Montevidéu, conectando o Prado à praia do Capurro. Suas águas também serviram para atividades recreativas, esportes e um local onde as pessoas lavavam suas roupas.
Atualmente, o arroio apresenta inúmeros assentamentos irregulares, especialmente no trecho central do seu curso. Isso tem levado à sua crescente contaminação, devido ao fato de seus moradores despejarem resíduos sólidos e líquidos nas águas do arroio que não podem ser reciclados, e também ao despejo de substâncias poluentes pelas inúmeras indústrias que se instalaram ao longo de suas margens.
Por iniciativa da gestão do arquiteto Mariano Arana na prefeitura de Montevidéu (1995-2005), foi criado o Plano Especial para o arroio, que estabeleceu o objetivo de melhorar as condições ambientais do leito e das margens. Diversos programas foram implementados para realocar assentamentos, criar espaços públicos, melhorar o acesso e demolir edifícios industriais abandonados localizados às suas margens. Por meio da construção progressiva de um parque linear ao longo do leito do arroio, o objetivo é melhorar as condições ambientais do leito e conectar diretamente a parte norte de Montevidéu com a parte sul.
Até o momento, foram criados o Parque Andaluzia, Capurro Contemporáneo, Campomar Abierto, Espaço Público Juan Pablo Terra, campo de futebol infantil Fénix, Terrazas de Pueblo Victoria, Praça Marco Velázquez, entre outros espaços públicos em suas margens.
Está prevista a expansão do parque linear ao norte da Av. De las Instrucciones, acima do bairro de Peñarol. Cursos da Faculdade de Arquitetura (FADU) desenvolveram o projeto Parque da Memória no Sítio da Memória, que abrange o cemitério clandestino utilizado pela ditadura civil-militar (1973-1985). Este local foi utilizado por autores de crimes contra a humanidade, com o advento da democracia, para ocultar provas materiais de seus crimes. Neste local, violadores de direitos humanos exumaram restos mortais de esqueletos para serem enterrados em local desconhecido. No entanto, foram encontrados restos mortais de quatro esqueletos; dois foram identificados e dois permanecem sem identificação.
As nascentes do curso d'água (Abayubá, Mendoza e Toledo Chico) são compostas por terras rurais utilizadas para a produção de alimentos e bebidas, com o desenvolvimento de chácaras, vinhedos e produção agrícola. Juntamente com outras localidades, elas fazem parte da área rural de Montevidéu.

## Ecologia
O arroio faz parte da bacia do rio da Prata.
Desde 2003, a Prefeitura de Montevidéu vem desenvolvendo um plano para a melhoria gradual e manutenção das águas do arroio Miguelete. Futuras ações urbanísticas, paisagísticas e ambientais estão previstas para melhorar seu curso, por meio de medidas que impeçam o despejo de resíduos domésticos ou industriais em sua bacia, bem como o desenvolvimento urbano de suas margens.
Atualmente, e apesar de não apresentar condições ambientais ideais, uma infinidade de espécies animais pode ser observada no bairro de Capurro, incluindo aves (patos, cisnes-de-pescoço-preto, garças, entre outras), tartarugas e jabutis, entre outros.